# Pfarrkirche Glaubendorf

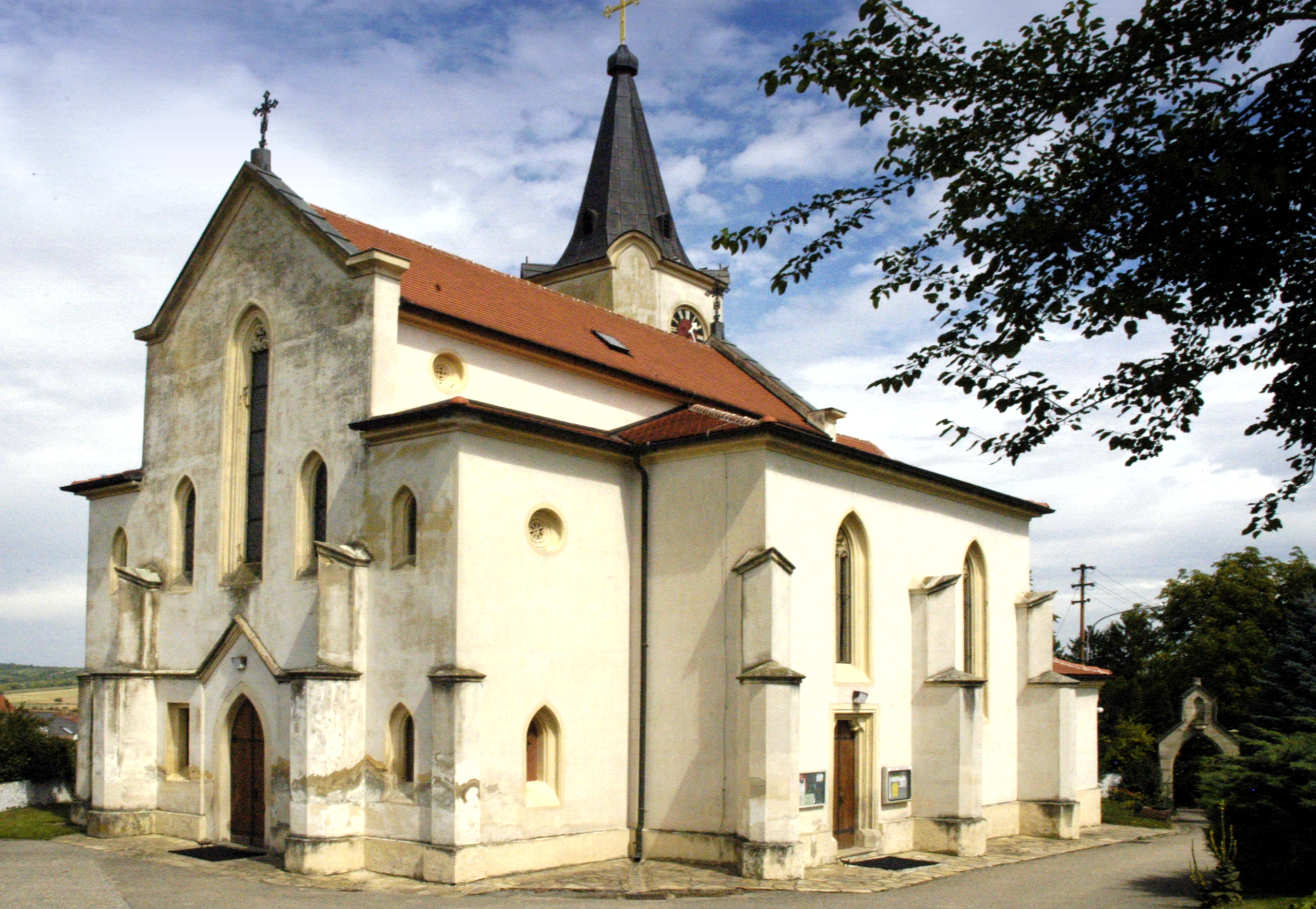
Katholische Pfarrkirche Hll. Philipp und Jakob in Glaubendorf

Die römisch-katholische Pfarrkirche Glaubendorf steht erhöht im Westen der Ortschaft Glaubendorf in der Gemeinde Heldenberg im Bezirk Hollabrunn in Niederösterreich. Die dem Patrozinium Philippus und Jakobus unterstellte Pfarrkirche gehört zum Dekanat Großweikersdorf im Vikariat Unter dem Manhartsberg der Erzdiözese Wien. Die ehemalige Wehrkirche steht unter Denkmalschutz (Listeneintrag).

## Geschichte
Urkundlich wurde 1283 ein Pfarrer genannt. Die Pfarre entstand wohl im 14. Jahrhundert aus einem herrschaftlichen Benefiz. 1780 eine Filiale von Pfarrkirche Rohrbach bei Ziersdorf wurde die Pfarre 1956 wieder eingerichtet.
Der mittelalterliche Vorgängerbau wurde 1865/1866 erweitert. 1902 und 1910 waren Renovierungen, 1954 und 1963 waren Restaurierungen.

## Architektur
Die Kirche steht etwas erhöht über dem Kirchenplatz mit Stiegenaufgang und teils erhaltener mittelalterlicher Umfriedungsmauer. Der Friedhof wurde 1816/1817 etwas abgesetzt in den Südwesten der Kirche verlegt.
Das Kirchenäußere zeigt einen neugotisch gestaffelten Bau mit einem westlichen Dreieckgiebel, abgetreppte Strebepfeiler und Spitzbogenfenster mit zweibahnigem Maßwerk. Der niedrigere Chor hat einen Fünfachtelschluss. Der Nordturm im Chorwinkel trägt einen Pyramidenhelm, er ist bis zur Schallzone im Kern mittelalterlich ein ehemaliger Wehrturm mit Schießscharten, das Obergeschoß entstand im 19. Jahrhundert.
Das Kircheninnere zeigt ein dreischiffiges zweijochiges quergelagertes Langhaus, das nördliche Seitenschiff ist mittelalterlich, das Langhaus hat Kreuzrippengewölbe auf mächtigen Achteckpfeilern. Die einjochige Orgelempore in der Breite des Mittelschiffs ist kreuzrippenunterwölbt, in den Seitenschiffen wird die Mittelempore mit Balkonen auf monumentalen gotisierten Konsolen erweitert, die Brüstung der Empore und Balkone zeigen neugotisches Maßwerk. Der leicht eingezogene Triumphbogen aus dem 19. Jahrhundert ist spitzbogig und abgefasst. Der Chor in der Breite des Mittelschiffs ist mittelalterlich um 1300 und kreuzrippengewölbt. Nördlich und südlich des Chores sind kreuzrippengewölbte Anräume, der nördliche ist mittelalterlich. In der nördlichen Polygonwand des Chores befindet sich eine spätgotische rechteckige Sakramentsnische mit einem spitzbogigen Blendrahmen mit durchkreuzten Birnstäben mit einem spätgotischen Schmiedeeisengitter.
Die Gewölbemalereien im Langhaus, Chor und Orgelempore schuf Joseph Hübsch 1910, im Langhaus Medaillons der Heiligen Urban, Wendelin, Florian, Clemens Maria Hofbauer, Agnes, Notburga, Cäcilia, Hedwig, im Chor Engel und in der unteren Zone Teppichmuster, an den östlichen Stirnwänden der Seitenschiffe Lunettenbilder südlich Heilige Familie mit Anna und Johannes der Täufer, nördlich Marienkrönung.
Die figuralen und ornamentalen Glasmalereien mit Stifterinschriften 1910 zeigen im Langhaus die Heiligen Leopold, Anna, Theresia, Leonhard, Anton, Juliana, Johannes der Täufer, Franziska, im Chor die Heiligen Franziskus und Scholastika.

## Ausstattung
Die reiche einheitlich neugotische Einrichtung von 1865 umfasst Hochaltar, Seitenaltäre, Kanzel, Chorgestühl, Kirchenbänke, Kreuzwegbilder und Vortragelaternen.
Der Hochaltar ist ein neugotischer Flügelaltar mit Gesprenge und Astwerkdekor. Das Altarblatt mit einer Darstellung des Christus Salvator wird flankiert von Figuren der Apostel Jakobus und Philippus. Im Gesprenge befindet sich die Figurengruppe Gnadenstuhl. Seitlich stehen auf Konsolen und unter polygonalen Baldachinen Figuren der Heiligen Josef und Aloysius 
Die Holzkanzel mit neugotischem Schnitzdekor zeigt am Korb Reliefs der Vier Evangelisten und Christus als Sämann.
Die Orgel von 1866 mit dem neugotischen Prospekt ist ein Werk der Brüder Alois und Ferdinand Erler. Sie wurde 1949 und 1964 gereinigt und überholt und 2020 durch Vonbank-Orgelbau restauriert.
Eine Glocke nennt Theresia Scheichel 1798.